# Meruert Kamalidenova
Meruert Kamalidenova est une joueuse d'échecs kazakhe née le 3 août 2005 à Almaty. Maître international féminin en 2021, elle a remporté le Championnat du monde des moins de 14 ans en 2019.
Au 1er janvier 2022, elle est la 100e joueuse mondiale et est classée quatrième joueuse kazakhe avec un classement Elo de 2 362 points.

## Palmarès
Meruert Kamalidenova a remporté le Championnat d'Asie des moins de douze ans en 2017 et des moins de quatorze ans en 2018, puis le championnat du monde d'échecs de la jeunesse dans la catégorie des moins de quatorze ans en 2019. En 2021, elle marque la moitié des points (5,5/11) lors de l'Open Grand Suisse FIDE féminin disputé à Riga en Lettonie.
En 2025, lors de la Coupe du monde d'échecs féminine, elle se qualifie pour les huitièmes de finale en battant Alicja Śliwicka, Aleksandra Goriatchkina et Anna Choukhman. Elle est battue par Vaishali R. en huitièmes de finale.